# Tasiocera aproducta
Tasiocera aproducta là một loài ruồi trong họ Limoniidae. Chúng phân bố ở miền Australasia.